# Musel III Mamiconi
Musel III Mamiconi va succeir al seu germà Gregori II Mamiconi com a cap de la rebel·lió proromana d'Armènia el 750. El 751 es va unir a les forces romanes d'Orient que van envair Armènia. Va ocupar alguns territoris dels Bagratuní al Taik, prop de la frontera amb l'Imperi Romà d'Orient. Vers el 752 es va refugiar a l'Imperi quan les tropes romanes es van retirar.